# Agregador de video
Un agregador de video es un sitio web que recopila y organiza videos procedentes de otras fuentes. La agregación de video se realiza con propósitos diversos , y también son diversos los métodos que adoptan los sitios web para conseguirlo. 
Algunos sitios tratan de recopilar videos de alta calidad o interés para sus visitantes. La selección puede ser realizada por los editores del sitio o pudiera basarse en votos otorgado por su comunidad. Otro método es basar la selección en los videos más veces vistos, ya sea en el sitio del agregador o en diversos sitios populares de alojamiento de videos.
Otros sitios pretenden dar ocasión a los usuarios para que realicen sus propias colecciones de videos, para su visionado personal, así como para la navegación y visualización por parte de los demás. Estos sitios pueden desarrollar comunidades en línea en torno a la compartición de vídeos. Hay otros sitios facilitan a sus usuarios la creación de listas de reproducción personalizadas, para uso y visionado personal, o bien para la exploración y visualización por los demás.
Existen muchos agregadores de video. Algunos sitios de EE. UU. que se estima que tienen al menos 500.000 visitantes únicos al mes son los que siguen:
| Agregador de Video | Estimación visi- tantes únicos al mes, de EE. UU. | Estimación visi- tantes únicos al mes, de todo el mundo |
| --- | ------------------------------------------------- | ------------------------------------------------------- |
| vodpod.com | 2.800.000                                         | 8.000.000                                               |
| veoh.com | 3.300.000                                         | 10.900.000                                              |
| tvuol.tv | 1.000.000                                         | 45.000.000                                              |
| metacafe.com | 11.300.000                                        | 43.900.000                                              |
| atom.com* | 752.680                                           |                                                         |
| dailymotion.com | 13.900.000                                        | 77.500.000                                              |
| blip.tv | 756.100                                           | 1.900.000                                               |
| break.com | 10.600.000                                        | 19.700.000                                              |
| esnips.com | 675.600                                           |                                                         |
| livevideo.com | 1.300.000                                         |                                                         |
| revver.com | 537.800                                           |                                                         |
| stickam.com* | 804.092                                           |                                                         |
| vimeo.com | 10.300.000                                        | 29.700.000                                              |
| liveleak.com | 1.700.000                                         | 4.000.000                                               |
| crackle.com | 2.500.000                                         |                                                         |
| sevenload.com | 637.500                                           |                                                         |
| Fuentes: todas las estimaciones son de quantcast.com, excepto las de los sitios con asterisco (*), que son de compete.com. Consultado el 24/10/2010 |                                                   |                                                         |

En 2008, VideoNuze VideoNuze informó de que los inversores, hasta esa fecha, habían invertido más de 366 millones de dólares en determinados agregadores de video de la clase superior
Los sitios de alojamiento, en general los sitios de alojamiento de medios de comunicación, y los sitios de redes sociales, pueden realizar agregación de video como una función secundaria y, en alguna medida, los agregadores de vídeo también pueden dar servicios de alojamiento y de encuentro de redes sociales. 